# Vsetín (stacja kolejowa)
Vsetín – stacja kolejowa w Vsetínie, w kraju zlińskim, w Czechach. Jest węzłem kolejowym o znaczeniu regionalnym. Znajduje się na wysokości 345 m n.p.m.
Na stacji istnieje możliwość zakupu biletów na wszystkiego rodzaju pociągi oraz rezerwacji miejsc. 

## Linie kolejowe
- 280 Hranice na Moravě - Střelná
- 282 Vsetín - Velké Karlovice